# 在日ウルグアイ人
在日ウルグアイ人（ざいにちウルグアイじん）は、日本に一定期間在住するウルグアイ国籍の人々である。

## 統計
日本の法務省の在留外国人統計によると、2023年12月末時点で在日ウルグアイ人は116人である。
在留資格別（4位まで）
| 順位 | 在留資格         | 人数 |
| ---- | ---------------- | ---- |
| 1    | 永住者           | 68   |
| 2    | 日本人の配偶者等 | 23   |
| 3    | 特定活動         | 10   |
| 4    | 留学             | 9    |

都道府県別（3位まで）
| 順位 | 都道府県 | 人数 |
| ---- | -------- | ---- |
| 1    | 東京     | 30   |
| 2    | 静岡     | 21   |
| 3    | 愛知     | 11   |

## 著名人
- エドゥアルド・アセベド
- ラウル・オマール・オテーロ